# Point the Finger
«Point the Finger» es una historia de cómic de 1989 escrita e ilustrada por el dibujante estadounidense Robert Crumb para Last Gasp. La historia apareció en el tercero de los cuatro números de la serie de su título en solitario Hup. En la historia, Crumb persigue al entonces empresario inmobiliario Donald Trump y se imagina teniendo una discusión con él. Se muestran al lector dos finales posibles. En uno, Crumb es arrestado por la policía por haberle hecho perder el tiempo a Trump; en el segundo final, dos mujeres le hacen un remolino a Trump en el inodoro. Los críticos describieron la historia como sexista y profética. El cómic recibió atención adicional en 2016, cuando Trump fue elegido presidente de los Estados Unidos.

## Antecedentes
En la década de 1980, el caricaturista estadounidense Robert Crumb a menudo satirizó la cultura de Estados Unidos en sus obras. Refinó su estilo artístico underground inspirándose en obras más antiguas, como las del artista flamenco del siglo XVI Pieter Bruegel el Viejo. En ese momento, los Crumb vivían en Winters, California, pero estaban cada vez más descontentos con el cambio cultural en los Estados Unidos. La presidencia de Ronald Reagan provocó el resurgimiento de la derecha cristiana, que atacaba a Crumb por su arte. Los recortes presupuestarios de Reagan, en particular a la educación, también eliminaron los programas de arte y música en la escuela de su hija. Los Crumb se ofrecieron como voluntarios para dar clases de dibujo, pero la participación disminuyó después de que un ministro religioso local los acusara de ser «agentes del diablo». Insatisfechos con la transformación que Estados Unidos había experimentado desde la contracultura en la década de 1960 a la cultura de los años 1980, la familia Crumb abandonó California dos años después de la publicación de «Point the Finger» y se mudó a un pueblo en el sur de Francia.

## Desarrollo

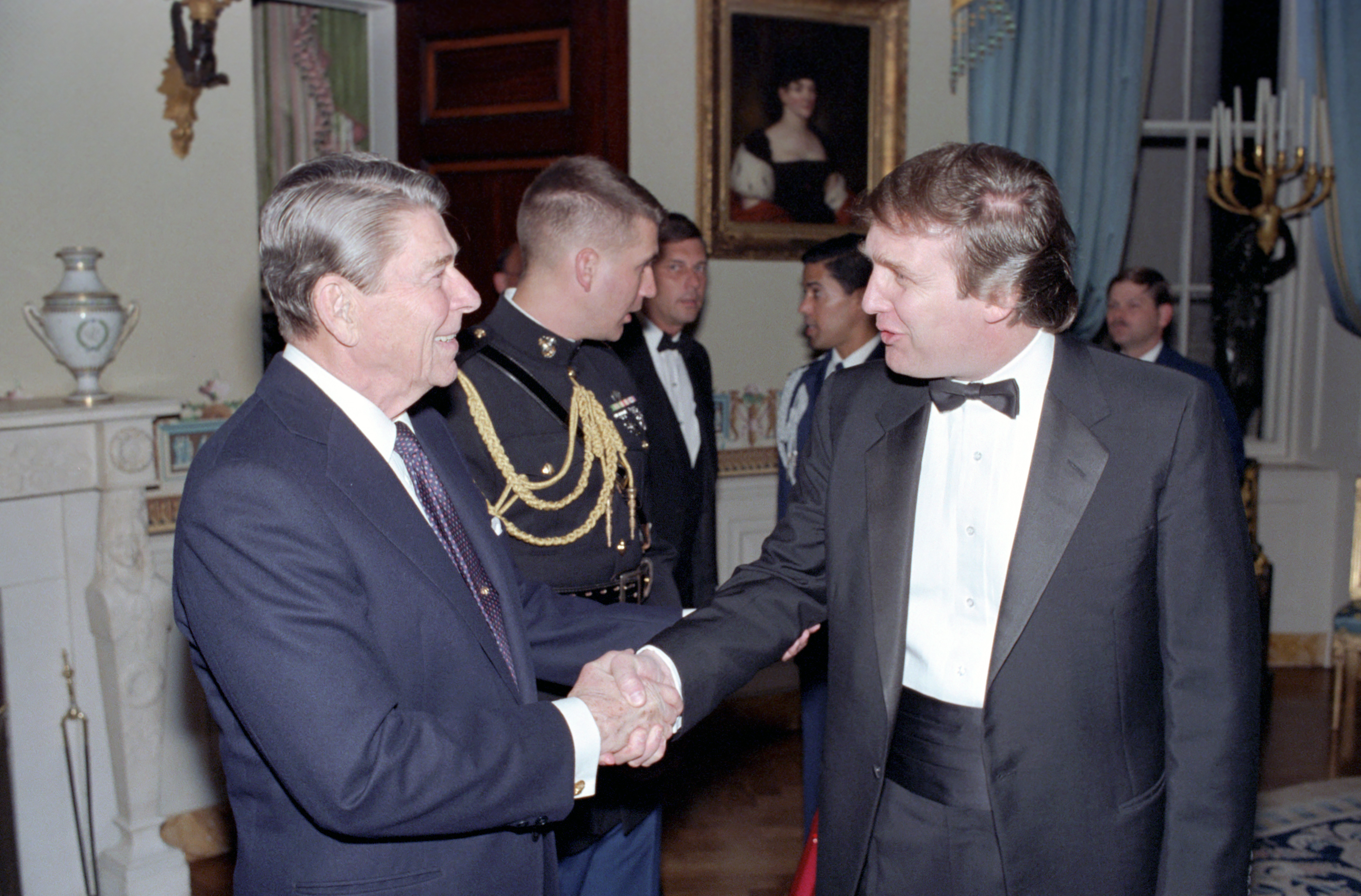
Reagan y Trump (1987).

En 1987, el libro de Donald Trump, Trump: The Art of the Deal se convirtió en un éxito de ventas. El caricaturista estadounidense Robert Crumb leyó el libro de Trump y no le gustó. Pensó que Trump parecía un «imbécil arrogante y reprensible»; esto lo inspiró a desarrollar la historia para «Point the Finger». Crumb creó la historia a fines de la década de 1980, cuando Trump era conocido por sus negocios inmobiliarios, no por su política; por lo tanto, la historia no trata, como señala Romain Becker de la Ecole Normale Supérieure, de la política de los Estados Unidos, sino más bien un comentario sobre su sistema financiero. Años más tarde, Crumb reconsideró la forma en que enmarcaba la historia original, pensando que le daba «demasiado crédito [a Trump] por poseer un poco de clase y sofisticación»; Crumb llegó a creer que Trump era más bien un matón.
Crumb utiliza su típico estilo monocromático, rayado y en tinta. Cinco de las seis páginas del cómic utilizan seis paneles cuadrados por página, mientras que la secuencia de la página tres utiliza siete paneles.

## Argumento

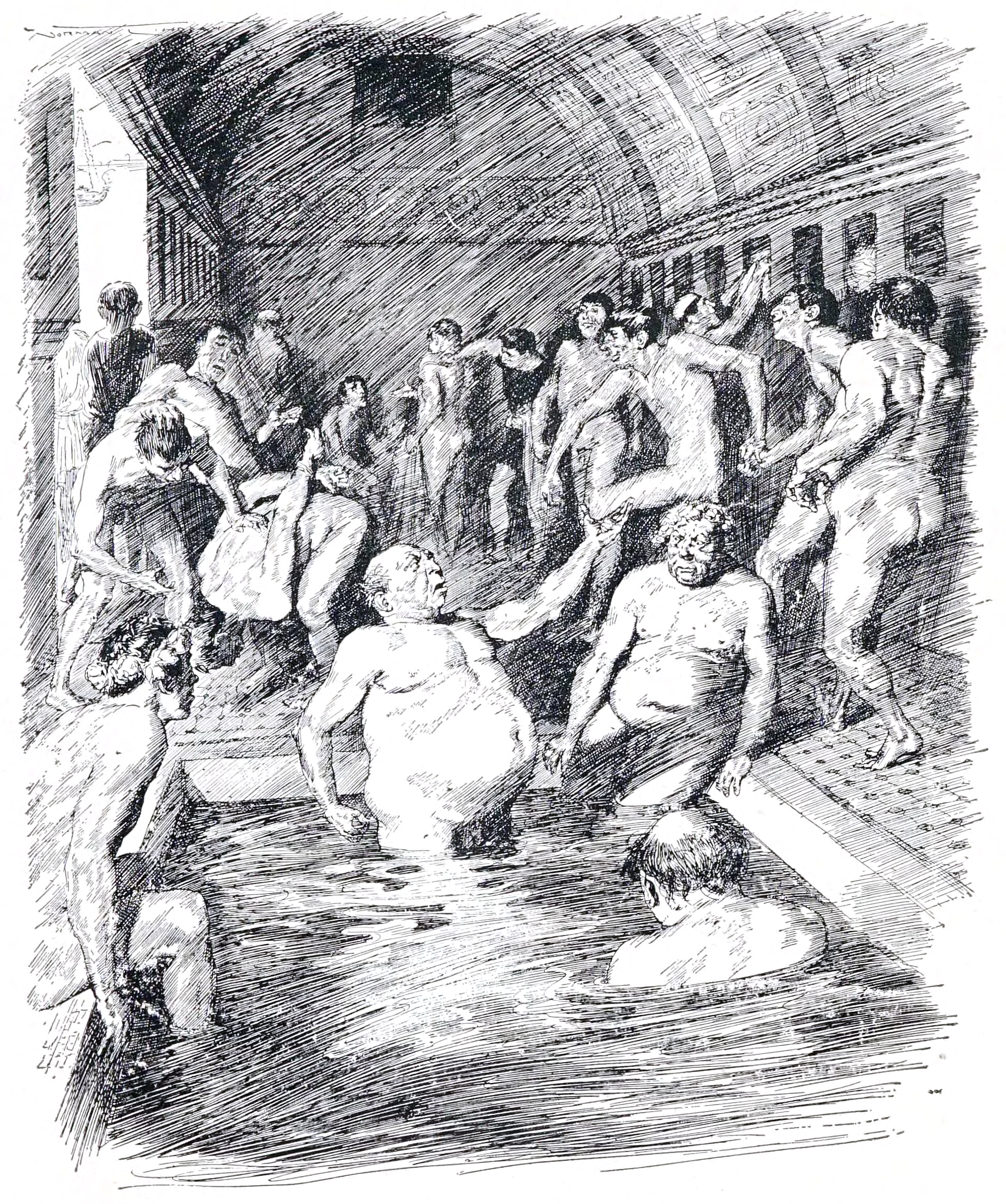
Trimalción de Norman Lindsay (1922)

Crumb se dirige al lector para explicarle que va a «señalar con su dedo despiadado a uno de los más visibles depredadores de gran envergadura que se alimentan de esta sociedad... uno de los hombres más malvados que existen... el magnate inmobiliario Donald Trump». Trump es llevado al panel por dos mujeres, Tracy y Marny, mientras Trump y Crumb intercambian insultos. Crumb menciona el historial de desalojos controvertidos de Trump, mientras que Trump se defiende afirmando que donó millones a las personas sin hogar. Crumb pierde ante Trump, ya que el desarrollador inmobiliario, que entonces tenía 42 años, usa sus artimañas y carisma para atraer a las dos mujeres a su órbita y las invita a una fiesta en Mar-a-Lago. De repente, Crumb se da cuenta de que Trump es la encarnación viviente y moderna de Trimalción, un personaje de la obra de ficción romana El Satiricón de Petronio (h. 27-66 d. C.). Las mujeres se marchan felices con Trump justo cuando llega la policía para arrestar a Crumb, con las armas en la mano, dejando al lector con una triste cita de Lao-Tse sobre la diferencia entre las formas de vida de la naturaleza y las del hombre. Pero justo cuando la historia ha terminado, aparece Stan-the-Man Shnooter (una parodia metaficcional de los editores de historietas Stan Lee y Jim Shooter), animando a Crumb a cambiar el final. El lector exige, le dice Shnooter a Crumb, «justicia, retribución [y] sangre». Crumb cede ante su editor y se muestra un nuevo final; esta vez, Crumb gana, ya que Trump es escoltado al baño por las dos mujeres y le dan un remolino en el inodoro.

## Recepción crítica
El profesor asociado de inglés y autor Stephen Hock revisó el tratamiento que Crumb le dio a Trump en «Point the Finger» algún tiempo después de 2016, señalando que era parte de un cuerpo de trabajo en gran parte no estudiado que él llama «ficción de Trump». Esta categoría presenta a Trump como un individuo de alto perfil en la cultura popular antes de convertirse en presidente; Hock se refiere a esto como «prehistoria cultural». Obras de este tipo, junto con «Point the Finger» de Crumb, incluyen libros como la novela de terror satírica American Psycho (1991) de Bret Easton Ellis, The Submission (2011) de Amy Waldman y Al límite (2013) de Thomas Pynchon.
Hock sostiene que en «Point the Finger», Crumb no explora el papel más importante de Trump y del trumpismo en sí dentro de la historia y la sociedad estadounidenses, y favorece en cambio una discusión sobre la personalidad y la identidad de Trump. Crumb no logra, escribe Hock, analizar realmente «las injusticias del sistema» que le dice al lector que va a hacer, y sólo las menciona brevemente al mostrar un panel en el que la policía está trabajando estrechamente con Trump para perseguir a Crumb. Hock considera que este panel le recuerda a la participación de Trump ese mismo año con los Cinco de Central Park, donde publicó un anuncio en el periódico que decía «¡Devuelvan la pena de muerte. Devuelvan a nuestra policía!».
Daniel Worden señala que en ambos finales, las figuras masculinas afirman su dominio entre sí y sobre las femeninas, disminuyendo la diferencia entre los finales. «Crumb se proyecta como un héroe contracultural, ajeno a los estándares tradicionales de masculinidad», escribe Worden, pero esta imagen es una ilusión. Edward Shannon escribe que «Crumb se posiciona como un defensor solitario (y a menudo impotente) de los oprimidos, una víctima de los fascistas a quienes con la misma frecuencia desea emular». Anastasia Salter y Bridget Blodgett describen esta imagen como un ejemplo de «masculinidad geek», donde «las relaciones entre hombres y mujeres dentro de los medios geek se definen de acuerdo a creencias profundamente relacionadas con el género a pesar de existir como una respuesta a la masculinidad tradicional». Visto desde esta perspectiva, Worden señala que la masculinidad no tradicional defendida por Crumb se basa en normas de género regresivas que no pueden escapar de su masculinidad tradicional.
El cómic recibió atención adicional en 2016, cuando Trump fue elegido presidente de los Estados Unidos .  Cory Doctorow describe la historia como «extraña, autocrítica, sexista y adelantada a su tiempo». «Mucho antes de 'Make America Great Again', Crumb ya tenía a Trump bajo la mira», escribe Doctorow.

## Historial de publicaciones
«Point the Finger» se publicó originalmente en noviembre de 1989 por Last Gasp en San Francisco. Apareció en la tercera entrega de una serie de cuatro números de Hup publicada entre 1986 y 1992. La historia se incluyó junto con «Stan-The-Man Shnooter», «The Story O' My Life», «Nausea», «Hup! We Get Letters!!» y «He's A Natural Man!». El diseño de la portada se basa en un panel de «The Story O' My Life». La primera edición contenía 36 páginas y apareció en tamaño de cómic estándar con un precio de portada de 2,50 dólares estadounidenses. A lo largo de los años, «Point the Finger» fue reimpreso y publicado al menos siete veces: en España (1990), Suecia (1991), los Países Bajos (1992), el Reino Unido (1994), en los EE. UU. (1995, 2014) y en Alemania (2019). La reimpresión en el Reino Unido fue publicada por Knockabout Comics en 1994 en un número titulado R. Crumb's America, que presenta una imagen de Crumb de un contorno de los Estados Unidos en su portada. Esta imagen presentaba el rostro de un hombre con sobrepeso y mal carácter incrustado dentro de sus bordes, que estaba ilustrado con una versión de la bandera de los Estados Unidos sobre un fondo de color menta. La reimpresión alemana fue publicada por primera vez por Reprodukt en febrero de 2019. Utilizaron la misma imagen anteriormente publicada por Knockabout como portada de una antología titulada Amerika, pero cambiaron el fondo de menta a naranja y agregaron líneas onduladas de olor que emanaban de la imagen junto con personas que huían de ella. Estos cambios dieron la impresión de que la imagen representaba a Donald Trump.